# Colonne de la peste (Maribor)
La Colonne de la peste (slovène : Kužno znamenje) est un monument sur la place principale (Glavni trg) de la ville de Maribor, au nord-est de la Slovénie, érigée par des « pieux bourgeois » en commémoration de la fin de l'épidémie de peste de 1680 qui a tué un tiers de la population de la ville. Le monument d'origine est construit en 1681. La sculpture actuelle est un remplacement fait en 1743, c'est la première œuvre du sculpteur allemand Joseph Straub à Maribor. Elle est considérée comme son œuvre la plus monumentale et l'un des meilleurs exemples d'art baroque en Slovénie.
La colonne est entièrement faite de marbre blanc. Elle se compose d'un socle rectangulaire orné qui supporte une colonne corinthienne portant une statue dorée de la Vierge Marie, debout sur la lune, couronnée de douze étoiles (en référence à Apocalypse 12:1). À sa base, la colonne est entourée de six saints que les citadins prient et dont ils demandent l'intercession:  
- Saint François d'Assise
- Saint Sébastien
- Saint Jacques
- Saint Antoine de Padoue
- Saint Roch
- Saint François Xavier.

Le monument a ensuite été entouré d'une clôture en pierre ornementale.